# Bildschirmtechnik
Die Bildschirmtechnik (auch Screentechnik oder Videotechnik) ist eine psychotherapeutische Technik zur Traumabearbeitung und Stärkung der Ressourcen. Sie wurde nach Vorarbeiten einer Reihe anderer Psychologen und Psychotherapeuten 1989 von Frank Putnam empfohlen, woran 1998 Ulrich Sachsse und später Lutz-Ulrich Besser ihre eigenen Verfeinerungen und Weiterentwicklungen anknüpften.

## Anwendung in der Traumatherapie
Anwendung findet die Methode beispielsweise in der Hypnotherapie, oder bei der Traumatherapie kombiniert mit Psychodynamisch Imaginativer Traumatherapie von Luise Reddemann in der letzten Phase des therapeutischen Prozesses, der sogenannten Traumakonfrontation.
Bevor ein Patient damit beginnen kann, muss er zur Gewährleistung seiner Sicherheit ein ausreichendes Maß an persönlicher Stabilität erreicht haben. 
Die Arbeit mit der Bildschirmtechnik erfordert eine gezielte qualifizierte Vorbereitung. Dazu werden innere Ressourcen wie Kraft, Sicherheit, Weisheit verfügbar gemacht und gestärkt. Geeignete Methoden sind beispielsweise „Sicherer Ort“ (eine real erfahrene, oder an eine solche anknüpfende idealisierte Situation/Ort, die ein Gefühl der Sicherheit vermittelt hat, und in die der Mensch sich in seiner inneren Vorstellung jederzeit „hineinbegeben“ kann um sich dort zu stärken), „Innere Helfer“ (eine imaginäre Person, von der man Kraft, Unterstützung und weise Hinweise bekommen kann, meist anknüpfend an kindlich reale Erfahrungen von guten Mächten), sowie Distanzierungstechniken, beispielsweise die „Tresor-Technik“ (bei der noch zu starke und überwältigende Gefühle in einem imaginären Tresor für einen Zeitraum sicher weggesperrt werden). Es reicht nicht aus, dass in der direkten Begegnung mit dem Therapeuten eine stabile Situation geschaffen wird, sondern der Patient muss über die Therapiestunde hinaus entsprechende kontrollierende Techniken beherrschen, denn die in der Bildschirmtechnik auftauchenden Gefühle können über die Therapiestunde hinaus wirken.

## Methode
Bei der Bildschirmtechnik projiziert der Patient in der Phase der Traumabearbeitung die Traumathematik auf einen „inneren Bildschirm“, oder eine imaginäre Leinwand, auf der er das Geschehen als „Zuschauer“ sozusagen distanziert und portionsweise betrachten kann. Mit einer imaginären „Fernbedienung“ kann er – je nach Mächtigkeit der unangenehmen Gefühle und  persönlicher Stärke – Einfluss nehmen, beispielsweise auf die Dauer des Betrachtens, Nähe, Größe, Deutlichkeit, Lautstärke des Sicht- und Hörbaren, und er kann die Konfrontation damit auch jederzeit beenden. 
Mit dieser Methode kann ein Trauma Schritt für Schritt durchgearbeitet werden. Die überwältigenden Gefühle von Ohnmacht, Todesangst, Panik, Ekel, Scham werden dabei zunehmend zu unterscheiden gelernt von Gefühlen, die der Verarbeitung dienen (Empörung, Wut, Trauer). Zum erfolgreichen Abschluss der Bearbeitung ist eine Phase des inneren Selbsttrostes erforderlich. Dabei wird geklärt, welche Unterstützung notwendig ist und wie diese erfolgen kann. 
Die Bildschirmtechnik eignet sich für Patienten, die sich Abläufe bildhaft vorstellen können.
Sie ist im Vergleich mit dem EMDR eine eher sanfte Form der Traumakonfrontation, die dem Patienten ein hohes Maß an Kontrolle über den Bearbeitungsprozess ermöglicht. Sie geht nicht so tief wie das EMDR, dauert länger, ist jedoch besser steuerbar.